# ICD-10 第六章：神经系统疾病

## 中枢神经系统炎性疾病（G00-G09）
中枢神经系统炎性疾病（G00-G09）
- G00 细菌性脑膜炎
- G01 分类于他处的细菌性疾病引起的脑膜炎
- G02 分类于他处的其他传染病和寄生虫病引起的脑膜炎
- G03 由于其他和未特指原因引起的脑膜炎
- G04 脑炎、脊髓炎和脑脊髓炎
- G05 分类于他处的疾病引起的脑炎、脊髓炎和脑脊髓炎
- G06 颅内和脊柱内脓肿及肉芽肿
- G07 分类于他处的疾病引起的颅内、脊柱内脓肿和肉芽肿
- G08 颅内和脊柱内的静脉炎和血栓性静脉炎
- G09 中枢神经系统炎性疾病的后遗症

## 主要影响中枢神经系统和全身性萎缩（G10-G13）
主要影响中枢神经系统和全身性萎缩（G10-G13）
- G10 亨廷顿病
- G11 遗传性共济失调
  - G11. 小腦萎縮症
- G12 脊髓性肌肉萎缩及相关综合征
- G13 分类于其他疾病所引起的、主要影响中枢神经系统的全身性萎缩

## 锥体外束和运动疾患（G20-G26）
锥体外束和运动疾患（G20-G26）
- G20 帕金森症
- G21 继发性帕金森综合征
- G22 分类于他处的疾病引起的帕金森综合征
- G23 基底节的其他变性性疾病
- G24 肌张力障碍
- G25 其他锥体外束和运动疾患
- G26 分类于他处的疾病引起的锥体外束和运动疾患

## 神经系统的其他变性性疾病（G30-G32）
神经系统的其他变性性疾病（G30-G32）
- G30 阿尔茨海默病
- G31 神经系统的其他变性性疾病，不可归类在他处者
- G32 分类于他处的疾病引起的神经系统的其他变性性疾患

## 中枢神经系统的脱髓鞘疾病（G35-G37）
中枢神经系统的脱髓鞘疾病（G35-G37）
- G35 多发性硬化
- G36 其他急性播散性脱髓鞘
- G37 中枢神经系统的其他脱髓鞘疾病

## 发作性和阵发性疾患（G40-G47）
发作性和阵发性疾患（G40-G47）
- G40 癫痫
- G41 癫痫状态
- G43 偏头痛
- G44 其他头痛综合征
- G45 短暂性大脑缺血性发作及相关综合征
- G46 脑血管疾病引起的脑血管综合征（详见I00-I99）
- G47 睡眠障碍

## 神经、神经根和神经丛疾患（G50-G59）
神经、神经根和神经丛疾患（G50-G59）
- G50 三叉神经疾患
- G51 面神经疾患
- G52 其他颅神经疾患
- G53 分类于他处的疾病引起的颅神经疾患
- G54 神经根和神经丛疾患
- G55 分类于他处的疾病引起的神经根和神经丛压迫
- G56 上肢单神经病
- G57 下肢单神经病
- G58 其他单神经病
- G59 分类于他处的疾病引起的单神经病

## 多神经病和周围神经系统的其他疾患（G60-G64）
多神经病和周围神经系统的其他疾患（G60-G64）
- G60 遗传性和特发性神经病
- G61 炎性多神经病
- G62 其他多神经病
- G63 分类于他处的疾病引起的多神经病
- G64 周围神经系统的其他疾患

## 肌神经接点和肌肉疾病（G70-G73）
肌神经接点和肌肉疾病（G70-G73）
- G70 重症肌无力和其他肌神经疾患
- G71 肌肉的原发性疾患
- G72 其他肌病
- G73 分类于他处的疾病引起的肌神经接点和肌肉的疾患

## 大脑性麻痹（瘫痪）和其他麻痹（瘫痪）综合征（G80-G83）
大脑性麻痹（瘫痪）和其他麻痹（瘫痪）综合征（G80-G83）
- G80 婴儿大脑性麻痹（瘫痪）
- G81 偏瘫
- G82 截瘫和四肢瘫
- G83 其他麻痹（瘫痪）综合征

## 神经系统的其他疾患（G90-G99）
神经系统的其他疾患（G90-G99）
- G90 自主神经系统的疾患
- G91 脑积水
- G92 中毒性脑病
- G93 脑的其他疾患
- G94 分类于他处的疾病引起的脑的其他疾患
- G95 脊髓的其他疾病
- G96 中枢神经系统的其他疾患
- G97 神经系统的操作后疾患，不可归类在他处者
- G98 神经系统的其他疾患，不可归类在他处者
- G99 分类于他处的疾病引起的神经系统的其他疾患